# Joerg Pfuhl
Joerg M. Pfuhl (geboren 1964 in Bremen) ist ein deutscher Manager.

## Leben
Joerg Pfuhl schloss das Studium als Diplom-Kaufmann ab. Er arbeitete am Institut für Wirtschaftsprüfung der Universität des Saarlandes und wurde 1993 promoviert.
Von 1994 bis 2011 war Pfuhl im Bereich Zentrale Unternehmensentwicklung der Bertelsmann AG tätig, übernahm Führungspositionen und war zuletzt  Vorsitzender der Geschäftsführung der Verlagsgruppe Random House mit der Verantwortung für das deutschsprachige Buchverlagsgeschäft. Er war außerdem Mitglied im Aufsichtsrat der Edel AG und der Franz Cornelsen Bildungsholding.
Seit September 2016 war Pfuhl CEO der Verlagsgruppe Georg von Holtzbrinck, zu der unter anderem die Verlage Argon, Droemer Knaur, Kiepenheuer & Witsch, Rowohlt und S. Fischer gehören.
In Verbindung mit der von zahlreichen Autoren des Verlags kritisierten Entlassung von Barbara Laugwitz als verlegerischer Geschäftsführerin des Rowohlt Verlags geriet Pfuhl im September 2018 unter erheblichen Druck, der am 27. September 2018 im Erlass einer von Laugwitz erwirkten einstweiligen Verfügung gegen ihn gipfelte, gegen die von Pfuhl wiederum Widerspruch eingelegt wurde.
Anfang Mai 2020 wurde bekannt, dass Pfuhl seinen Chefposten  bei Holtzbrinck zum Juli des Jahres auf eigenen Wunsch aufgeben werde, um sich anderen Aufgaben zu widmen. Sein Nachfolger wurde Alexander Lorbeer.
Pfuhl gehörte seit 2004 dem Vorstand der Stiftung Lesen an und war seit 2011 Vorstandsvorsitzender. Sein Nachfolger wurde im Juli 2021 Gerd Landsberg.

## Schriften (Auswahl)
- Konzernkapitalflussrechnung : Entwicklung eines zahlungsstromorientierten Steuerungs- und Publizitätsinstruments unter Berücksichtigung der aktuellen internationalen Entwicklungen. Stuttgart : Schäffer-Poeschel, 1994, ISBN 978-3-8202-0970-9 Zugl.: Saarbrücken, Univ., Diss., 1993